# Olamide Zaccheaus
Olamide Zaccheaus (23 luglio 1997) è un giocatore di football americano statunitense che milita nel ruolo di wide receiver per i Washington Commanders della National Football League (NFL).

## Carriera

### Atlanta Falcons
Zaccheaus firmò con gli Atlanta Falcons dopo non essere stato scelto nel Draft il 27 aprile 2019, riuscendo ad entrare nei 53 uomini del roster per l'inizio della stagione regolare. Debuttò nella NFL il 13 ottobre 2019 contro gli Arizona Cardinals, mettendo a segno un tackle negli special team. Nella vittoria contro i Carolina Panthers dell'8 dicembre, Zaccheaus fece registrare la sua prima ricezione NFL, con un touchdown da 93 yard su passaggio di Matt Ryan, che fu la terza più lunga ricezione della storia della franchigia e stabilì un record NFL per la più lunga prima ricezione in carriera. Nella settimana 15 contro i San Francisco 49ers ritornò un fumble in touchdown nei secondi finali della vittoria per 29–22. La sua annata si chiuse con 3 ricezioni per 115 yard e 2 touchdown totali.
Nella settimana 9 della stagione 2020 contro i Denver Broncos, Zaccheaus disputò la sua prima gara da cento yard con 4 ricezioni per 103 e un touchdown nella vittoria per 34–27. Il 1º dicembre 2020 fu inserito in lista infortunati per un problema al piede.

### Philadelphia Eagles
Il 19 aprile 2023 Zaccheus firmò con i Philadelphia Eagles.

### Washington Commanders
Il 1º aprile 2024 Zaccheaus firmò con i Washington Commanders. Nella settimana 16 ricevette 70 yard e segnò i primi due touchdown stagionali nella vittoria sui Philadelphia Eagles.